# Olivia Simonsen
Olivia Mathilde Simonsen (født 14. august 2000 i Ringkøbing) er en kvindelig dansk håndboldspiller, der spiller for SønderjyskE i Damehåndboldligaen og Danmarks kvindehåndboldlandshold.
Hun skiftede i sommeren 2022 til SønderjyskE efter flere år i Herning-Ikast Håndbold.
Simonsen fik i oktober 2024 debut på det danske A-landshold ved Posten Cup i Larvik, efter en overbevisende indsats i ligaen for SønderjyskE.

## Meritter
- Damehåndboldligaen:
  - Sølv: 2019
  - Bronze: 2023
- EHF European League:
  - Semifinalist: 2019, 2020, 2021, 2022

## Eksterne henvinninger
- Olivia Simonsens profil hos Det Europæiske Håndboldforbund (engelsk)